# 練馬城
練馬城（ねりまじょう）は、東京都練馬区向山にあった室町時代の日本の城。
跡地は遊園地「としまえん」を経て、都立練馬城址公園が2023年5月1日に設けられた。

## 歴史・沿革
築城年代は不明であるが、14世紀末頃に豊島氏が石神井城の支城として築いたものと考えられている。また、この城にはかつて「矢野将監」という者がいて（時期不明）、「矢野屋敷」「矢野山城」とも呼ばれていたという。そのほか、「海老名左近」という者がのちにこの地または北側の谷に居を構えた、との伝説も残されている。なお、『豊島名字之書立』（『米良文書』年月日不詳）には豊島一族の者として「ねりまひやうこ（＝練馬兵庫）」「ねりま弥次郎」の名が記されているが、この人物と練馬城との関係は詳らかではない。2020年8月31日に閉園した「としまえん」は、遊園地として整備される前は遊具を備えた城址公園として開園されており、その名は豊島氏にちなんで付けられたものである。
豊島氏は文明8年（1476年）に勃発した長尾景春の乱において、長尾景春に同調して山内・扇谷両上杉氏と戦った。この乱において、両上杉方の江戸城と河越城の間に位置する練馬城は、近隣の豊島氏の城である石神井城とともに、両城の連絡を遮断する役割を果たした。
翌文明9年（1477年）4月13日、扇谷上杉氏の家宰太田道灌は江戸城を出発し、練馬城に矢を撃ち込むとともに周辺に放火した。これをみた練馬城主の豊島泰明は、石神井城にいる兄の豊島泰経（ただし「泰経」「泰明」の名に関しては、当時の史料には「勘解由左衛門尉」「平右衛門尉」との官途名の記述しかなく、実際にそう呼ばれていたか否かは不明である）に連絡を取り全軍で出撃。道灌もこれを引き返して迎え撃ったため、両者は江古田原で合戦となった（江古田・沼袋原の戦い）。戦いの結果、豊島方は泰明ほか数十名が討ち死にし、生き残った泰経と他の兵は石神井城へと敗走することになった。
この戦いについては、「道灌があらかじめ江古田原付近に伏兵を潜ませた上で、少数で挑発行為を行い、豊島方を平場におびき出した」とする説が有力である。練馬城がその後どのようになったかは明らかとなっていないが、城主の討ち死にや、従兵の石神井城への敗走により無人となり、そのまま廃城に至ったものとも考えられている。なお、以前は道灌が最初に攻めた城は「平塚城」とされていたが、現在は「練馬城」とするのが新たな通説となっている。

## 構造
石神井川の南岸に位置する丘陵を利用して築かれた城である。城地は、石神井川に流れ込む湧水が形成した侵食谷によって東西を刻まれ、南北に伸びた舌状の台地を利用している。台地を東西に断ち切る石神井川の急崖をもって、城の北の守りとしており、台地続きの南側を防御正面としていたと推定される。かつては南方の台地付け根部分付近に大きな空堀が存在したともされるが、現存していないため詳細は不明である。
1927年（昭和2年）刊行の『東京近郊史蹟案内』によれば、内郭の規模は堀の長さから測って東西約110メートル、南北約95メートルであったとされる。北東部には75平方メートル程の平坦部があって物見櫓跡と推定されており、以前には鬼門を守る「城山稲荷」が奉られていた（稲荷祠は移築されて現存）。土塁の幅は10 - 15メートルで高さは約3メートル、土塁頂上は通路として利用されていたという。また、南方では馬出の跡も確認されている。城は、太田道灌との緊張関係が高まる中で石神井城とともに「対の城」（向かい城）として、大掛かりに増・改築された可能性が高い。遺構は近年まで若干残されていたが、平成元年（1989年）のプール施設「ハイドロポリス」他の建設により完全に消滅した。「ハイドロポリス」建設に伴う発掘調査では、最大で幅約10メートル・深さ約4メートルの空堀、土塁跡などが検出され、土師器皿、甕、器種不明品、擂鉢（すりばち）、庭石（または盆石）、碁石と思われるもの、焼けた礫、ススの付いた礫などが出土している。
なお、この同地は台地上にあって見通しが良いことから、太平洋戦争中は、城址に練馬監視哨（軍事施設）が設置された。
かつては城を囲むように土塁と空堀が築かれていたとされるが、地表に遺構はほとんど残っていない。1979年（昭和54年）、道路改修に伴う緊急発掘調査により、南側住宅地内でも空堀の一部が確認されている。園内の城跡は都指定旧跡。

## 一部通説の変化
近年、道灌が最初に攻めた豊島方の城が「平塚城」ではなく、「練馬城」とされるようになったのは、史料の再検討が進んだためである。以前の通説は、『太田道灌状』と『鎌倉大草紙』の記述を合わせて作られていたが、『大草紙』の豊島氏関連記事については「後年『道灌状』を下敷きに、作者本人の解釈や想像、伝え聞きなどを付け加えて書いたものであり、信用性に欠ける」として、現在は大半の史家が採用していない。これにより生じた「平塚城」説否定の主な根拠は以下の通りである。
1. 『太田道灌状』では、道灌が最初に攻めた城については「平右衛門尉要害」となっているだけで、これが「平塚城」である、とはどこにも記されていない。
2. 「平右衛門尉の城（要害）」は、道灌が石神井方向から自軍を追ってきた豊島方に対して「馬を返して（引き返して）」江古田原で迎え撃った、との記述が出てくることを考えれば石神井城と同方向にある「練馬城」とすべきである（『道灌状』の「兄勘解由左衛門尉相供石神井・練馬城自両城打出」も、通説のように「兄の勘解由左衛門尉が石神井城・練馬城の両城から兵を率いて攻撃に向かった」のではなく、「石神井城の兄・勘解由左衛門尉が、練馬城の弟・平右衛門尉と共に自城から出撃した」と解釈するのが妥当）。
3. 弟の平右衛門尉は江古田原で戦死しているが、「平塚城から出撃した」との記述がないにも関わらず戦闘に加わっている点をみても、平右衛門尉と従兵は練馬城より出兵したとみるのが自然である。
4. 平塚城近くにある豊島氏ゆかりの寺「清光寺」には同時期「荒廃していた」との寺伝が残されていることからも、豊島一族は既にその頃、拠点の中心を西方に移していた、と考えるべきである。
5. 『道灌状』には翌文明10年（1478年）1月に勘解由左衛門尉が「平塚と申すところに対城こしらえ」と記されており、前年の段階ではまだ平塚城は戦闘用の城郭ではなかった、と考えられる。
6. 道灌が最初に平塚城を攻めているのならば、翌年になって「平塚と申す所」という、あたかも初めて名前を出すかのような表現をするのは不自然である。
7. 道灌が江古田原合戦後、練馬城を無視して石神井城の攻撃に向かったことについても、「練馬城主・平右衛門尉が江古田原で戦死し、豊島方は練馬城の兵も含めて全て石神井城へ逃げ込んだため」と考えれば説明が付く。
8. 時間・距離・方向の点で前半と後半の記述が整合しない。道灌が最初に攻めた城が「平塚城」であれば、石神井城からの救援が到着するまでに道灌は江戸城に戻ってしまっているはずである。道灌が平塚城から「V字型」（書き順逆）に進軍するというのも不自然。